# كوندابور فامان كاماث
كوندابور فامان كاماث (بالهندية: कुंदापुर वामन कामथ) هو الرئيس السابق لبنك التنمية الجديد لدول بريكس، وقد شغل سابقًا منصب رئيس مجلس إدارة شركة إنفوسيسالمحدودة، ثاني أكبر شركة هندية لخدمات تكنولوجيا المعلومات، ورئيس مجلس إدارة غير تنفيذي لبنك آي سي آي سي آي، أكبر بنك في الهند. عمل كاماث أيضًا كمؤسس ومدير إداري ومدير تنفيذي لبنك آي سي آي سي آي من 1 مايو 1996 حتى تقاعده من المسؤوليات التنفيذية في 30 أبريل 2009.